# Pietro Bixio
Spartaco Pietro Bixio (Génova, 11 de agosto de 1875-Mignanego, 27 de julio de 1905) fue un deportista italiano que compitió en ciclismo en la modalidad de pista. Ganó una medalla de bronce en el Campeonato Mundial de Ciclismo en Pista de 1902, en la prueba de velocidad individual.

## Medallero internacional
| Campeonato Mundial | Campeonato Mundial | Campeonato Mundial | Campeonato Mundial       |
| Año                | Lugar              | Medalla            | Competición              |
| ------------------ | ------------------ | ------------------ | ------------------------ |
| 1902               | Roma (Italia)      | Medalla de bronce  | Velocidad individual (P) |